# ベルデハ
ベルデハ（スペイン語: Verdeja）は1938年から1954年までスペインで開発された軽戦車のシリーズ名である。
ヴェルデハと表記される例もあるが、スペイン語ではbとvの発音をほとんど区別せずに発音されるため、日本語のカタカナでの表記、特に単語を単独で発音した際の表記としては、ベルデハのほうがスペイン語本来の発音に近い。

## 概要
この戦車はスペイン内戦中に使われたI号戦車やT-26の影響を受けており、これらの戦車との置換が計画されていた。
計画はフェリックス・ベルデハ・バルダレス少佐が率いており、“ベルデハ”の名称も少佐の名に因んでいる。
計画は75mm砲を積んだ自走砲を含む4台の試作車両の開発につながった。これらはI号戦車やT-26の改良型の軽戦車として設計され、戦車自身の防御と反して乗員の生存性を考慮に入れた最初の開発プログラムの一つである。ベルデハは長いテスト期間を経てT-26よりも優れた戦車と考えられたが、量産には至らなかった。
1938年から1942年にかけてベルデハ1、ベルデハ2を含む三種の軽戦車が製造され、第二次世界大戦終結後は開発が停止された。ベルデハ2に新しいエンジンをあわせる試みやベルデハ1を自走砲用の部品に転用する試みもあったが、計画は最終的にアメリカのM47パットンの導入に傾き非公式に中止となった。
75mm自走榴弾砲のプロトタイプとベルデハ2が現存しており、1990年代初期から展示公開されている。

## 開発
スペインは1919年半ばに最初となるフランスのルノーFT-17を試験目的で導入し、後の1921年12月18日に10台以上の戦車を受け取った。第3次リーフ戦争では初の戦車を含む陸海共同上陸作戦などこれらの戦車が利用され、その後スペインの初の国産戦車計画であるトルビア計画(Trubia A4)に向けた貴重な経験となった。トルビア計画ではルノーFT-17を基礎として、4つの試作車両が製作されたが、国民政府が興味を失ったことで最終的に開発は終了した。これらの試作車両は後続の国産戦車計画「Trubia-Naval」の試みに反映されたが、この設計も試作車両以上の状態にはならなかった。また、国産戦車計画の試みが失敗し、イタリアのFIAT3000など外国製の戦車を調達する試みも頓挫し、スペイン内戦の開始時、スペイン国内で稼動可能な戦車はルノーFT-17が10台のみであった。
戦車が欠乏していたために、人民戦線にはソビエト連邦が、国民戦線にはナチス・ドイツとイタリアが軽戦車を提供した。1936年から1939年にかけて、国民戦線側に向けてドイツは112両のI号戦車を提供し、イタリアは115両のL3/35を提供した。一方、ソ連は人民戦線側に281両のT-26および50両のBT-5を提供した。国民戦線はこれらの戦車に乗せられた軽機銃は150m以上離れた場合T-26の装甲を破ることができないことをすぐに発見し、人民戦線側の戦車は常にI号戦車やL3/35を1000mの距離から撃破可能であった。T-26を鹵獲し、国民戦線の機甲部隊に組み込むために、ドイツの少佐ヴィルヘルム・フォン・トーマは戦車を捕獲したスペイン兵に500ペセタの懸賞をつけた。また、I号戦車A型の砲を速度が高く反動の少ないイタリアのブレダM35 20mm機関砲に換装する計画が始められた。4輌がこの形式に正常に変更されたが、この変更はそれ以上広がらなかった。その代わりに国民戦線はT-26鹵獲を進めるようになり始め、1937年には国民戦線にT-26の部隊が編成された。
1937年9月6日、国民戦線の戦車大隊(Batallón de Carros de Combate)のメンテナンス部隊を指揮する部隊長であったフェリックス・ベルデハ大尉は個人的に新型軽戦車を開発し始めた。I号戦車やT-26と接したことで、彼は現在の形式の戦車の戦闘能力とメンテナンス問題の観点からの欠点を経験していた。ベルデハは必要とされる将来型戦車の構想を立て、T-26に嵌合できる45mm砲、2基の同軸機関銃、低姿勢、装甲の全集が15mmより厚いこと、砲塔防盾板が最低でも30mmであること、路上速度70km/h、戦闘範囲が200km、有能なサスペンションと新しい履帯などを要件とした。後者の要件は既存の軽戦車で経験に基づいており、戦闘中に頻繁に履帯を失ったことに起因している。これらの要件と解決策は戦車グループ(Agrupación de Carros de Combate)部隊長のディアス・デ・ラ・ラストラ大佐に1938年10月に提示され、計画は承認されたものの、資金と資材が足りていなかったため最初の試験車両の製造には既存戦車のスクラップを使う必要があった。フォン・トーマからの批判など初期には抵抗もあったが計画は継続され、ベルデハは試験車両製作を継続するためにサラゴサの倉庫を与えられた。

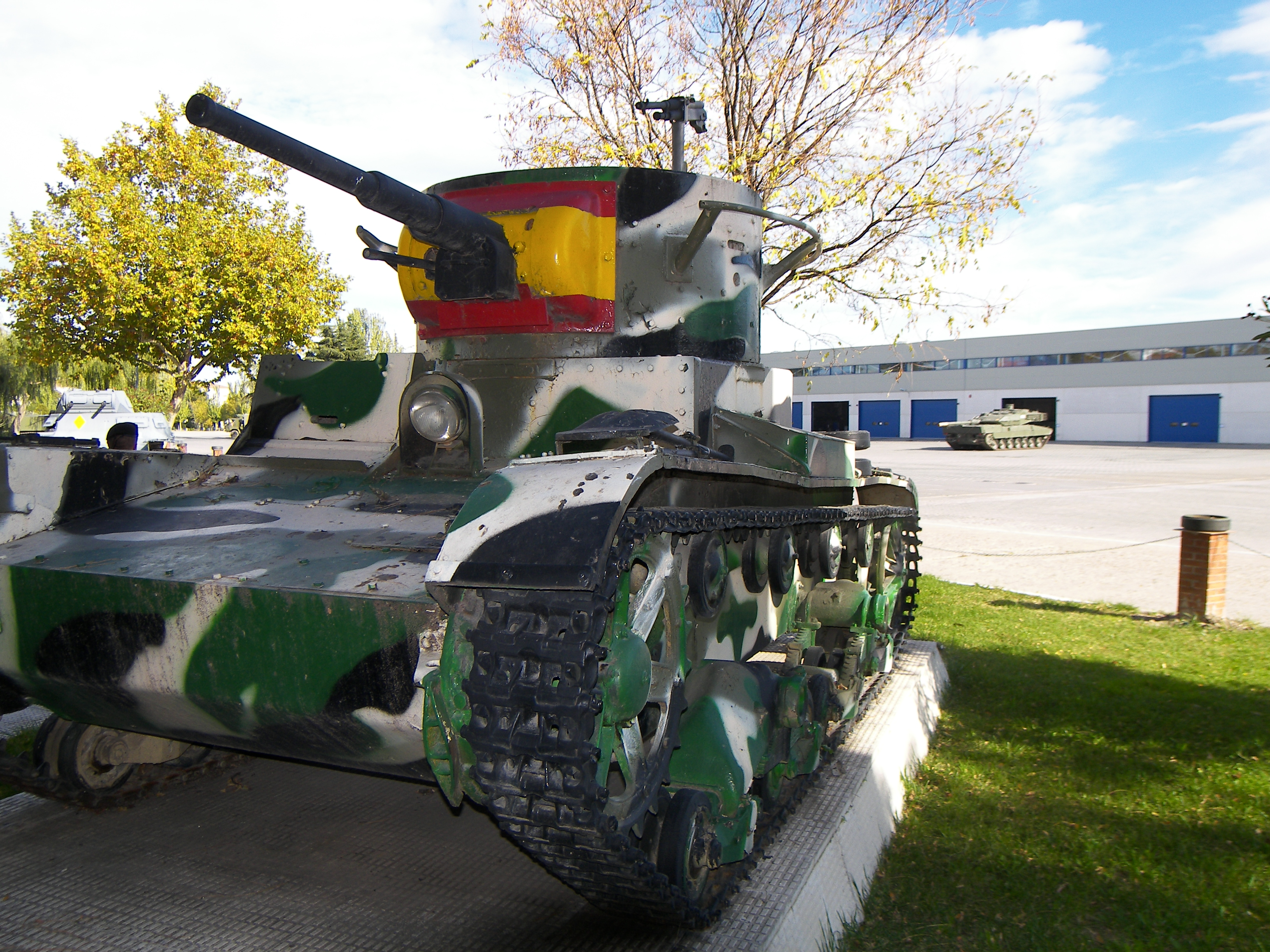
ベルデハはT-26の影響を強く受けている

試験車両はスペアパーツと壊れた軽戦車から集められた部品から製造され、長方形の砲塔と16mmの基本装甲を特色としていた。シャーシは4部分に分割されており、運転席は前方の左方に存在し、その隣の前方の右半分がエンジン、ギアボックス、クラッチ、終駆動機などで占められており、後方は大部分が砲塔バスケット、46-45mm砲弾、2個の60リットル燃料タンクなどで塞がれていた。砲塔スペースは戦車指揮官、砲手、装填手が乗り込み、1932年式45mm対戦車砲とMG13機関銃を使用した。主砲はもともと1932年3月にソ連から19-K 45mm対戦車砲として導入されたもので、古い対戦車砲よりも射撃数が多く、弾薬が重いのが特徴であった。なお、1934年以降に組み立てられた新しいT-26sでは新しい大砲が取り付けられていた。砲とは別に戦車指揮官用の1932年式パノラマ潜望鏡がT-26から転用された。
エンジンは一般自動車用のフォードのフラットヘッドV8エンジン モデル48を使用しており、3622ccの排気量で2000rpmで85馬力の出力であった。エンジンは新しいラジエーターと排気システムと共に組み込まれていた。ベルデハの試作型にはI号戦車のAphon PG-31ギアボックスが使われており、過度の回転下で運用されたがトルクは低く、40度より急な斜面では運用が難しかった。恐らく最も珍しい特徴はサスペンションと履帯である。戦車の履帯が転輪から滑り落ちるのを防ぐことを目的に、転輪のための中央の溝を作るため2個の履板が合わせられていた。重量は合計5t以下で、最大速度は70km/h、戦闘半径は120kmだった。1939年の1月10日から1月20日の間のテストの成功の後、ベルデハは最終モデルの構築を命じた。

### ベルデハ1
その後、製造されたベルデハ1の試作型の状況はベルデハ少佐が最初に設計したもともとの想定により近かった。車体は細長く、リアプレートを傾斜させ燃料容量と戦闘範囲がさらに増加し、弾薬容量の多さと装甲の厚さが向上していた。戦車はスペインで唯一装甲車両の組み立てラインが存在するビルバオで製造された。スペイン内戦の終結と資金の不足から、製造は1940年5月まで延長された。試作型は3ヵ月後に完成し、マドリードのカラバンシェル試験場に送られた。
旧型と新型の主要な外観の違いは車高の低い砲塔であり、主砲は45mm砲で角度を8度から70度まで動かすことができた。旧式のソ連製1932年式45mm対戦車砲はスペインのプラセンシア・デ・アルマス(Placencia de las Armas S.A.)によって生産された45mm マークI 戦車砲に交換された。一方、新型試験車両でも旧型のサスペンションと履帯は継続的に採用された。本質的には、新型試験車両の大半の利点はその低い車高、高い位置の主砲、12度から45度の装甲の傾斜の増加に由来していた。なお、ベルデハ1は乗員の生存性を高めるためにフロントにエンジンを配置するオリジナルの形状を保持していた。
カラバンシェル到着後、さまざまな地形での可動性や火力についてT-26と比較して試験された。車両はそれぞれ5点満点の試験に、各テストの重要性の係数をかけた数値に基づいて格付けされた。テスト期間、ベルデハは500kmをメンテナンスの問題なしに走行した。一方、問題は効率的な放熱器がないことによる大量の水の消費と、履帯の一つからゴムライナが欠落したことであった。最大速度は類似する外国製の車両と同等以上であり、2m程度の塹壕を渡ることができ、40度程度の傾斜を登ることができた。火力に関しては、車両は高角度でも45mm戦車砲の反動に耐えられることが証明された。車両のデメリットの一つとして45mmマークI型のための照準の製造のための時間がなかったために戦車指揮官の照準機が37mm対戦車砲用に設計されたものであるという問題があった。テストでは比較対象になるT-26Bが合計205ポイントであり、試作車両が合計243ポイントを獲得した。テストの完了後、試作型は返却されエンジンの欠陥、駆動輪の高さ、戦車の装甲を最低でも10mm以上に増加させるなどの変更を含む幾つかの問題が修正された。これらの変更によって、試作車両は再度試験され、261.98点を獲得した。

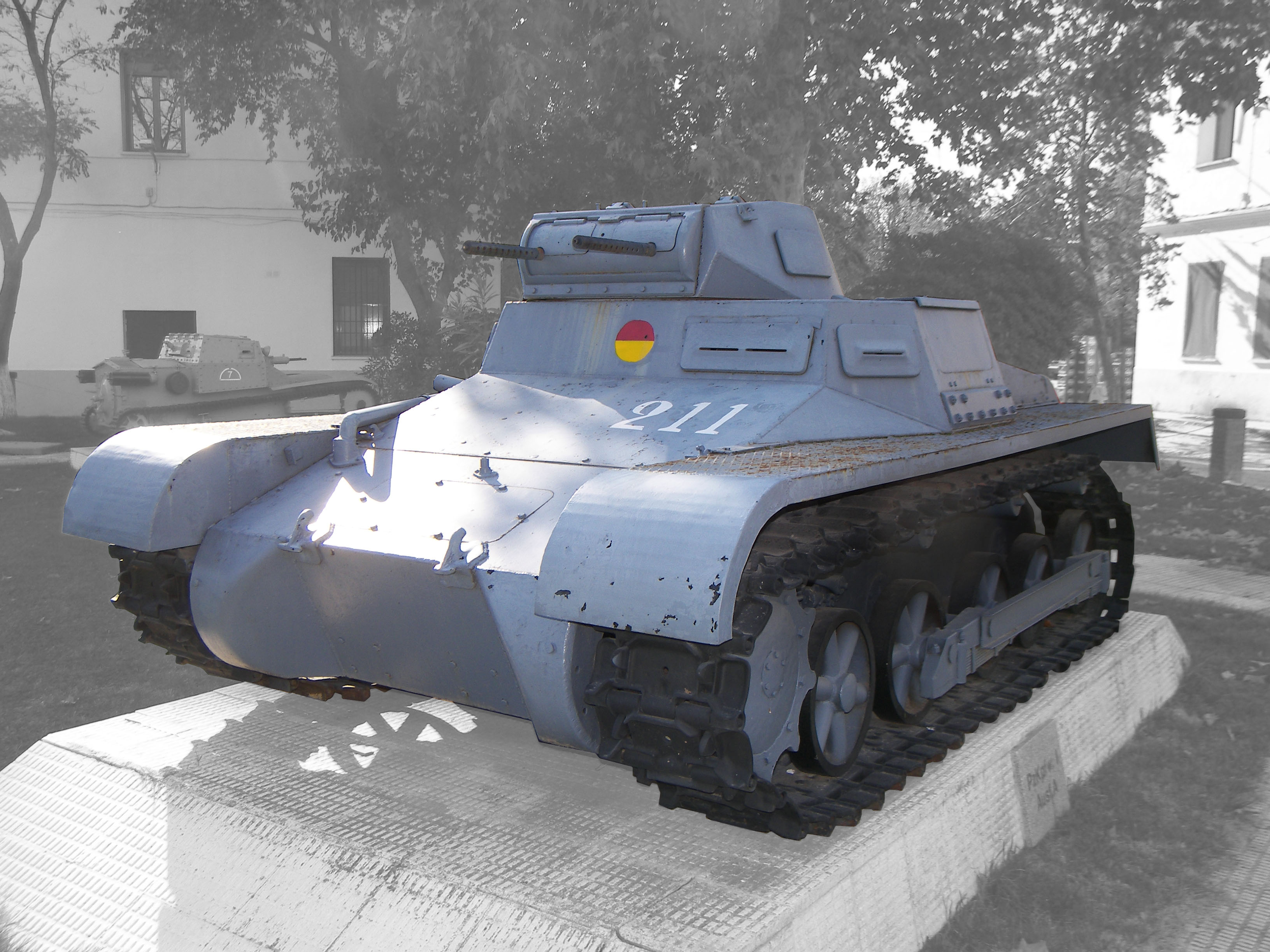
I号戦車はベルデハの砲塔設計に大きな影響を与えた

1939年12月2日に100両ずつ10度に分けて1000両の製造計画が承認された。ベルデハ生産の試作車両は120馬力のリンカーン・ゼファーガソリンV12エンジンを採用しており、量産にはスペイン政府とフォードのスペイン支部であるフォードモーター・イベリカとの間で契約が必要だった。同時に、フォードとスペインの間の交渉が失敗した場合に備え、マイバッハなど幾つかのドイツ企業ともコンタクトを取った。生産開始後、最低でも月5両の最終組み立てができるようにサラゴサの戦車作業所は拡張される予定となっており、資金調達が行われ、建設のために2年が割り当てられたが、工場建設や拡張などは行われなかった。また、フォードやマイバッハとの合意にも至らなった。その後、スペインの弱い経済、スペイン軍以外の顧客の不在と喪失、スペイン企業が建設計画を分かち合う動機がなかったことなどの要因からベルデハ1の製造計画は停止されることとなった。一方では実験的な目的で2両のベルデハ戦車の製造をADESA(Armamento de Aviación, S.A.)に請け負わせる試みが行われたが、エンジン調達の失敗にもかかわらずASESAは300両の製造を請け負ったものの、この試みも失敗し1941年には計画が放棄された。

### ベルデハ2
ベルデハ1の計画の終了後、ベルデハ大尉は第二次世界大戦の開戦時の戦闘による教訓を勘案した後継機の設計を始めた。新しい設計ではベルデハ1と違い、エンジンベイを砲座部後方に据えており、これとともに駆動輪も後部に動かされた。エンジンの位置の移動は車両モーターの冷却装置と乗員空間の改良で可能となり、砲塔も前方へ移動することも可能となった。車両の装甲は5~10mmと大幅に増加した。しかし、ドイツがベルデハ1にIV号戦車のためのエンジンの提供をほのめかしたためヴェルデハ1の生産計画がさらに延期され、このため新しい戦車は試作生産が承認されず、さらなる開発を進めるように求められた。新しい車両の製造は最終的に1942年に始まり、1944年8月になってようやくベルデハ2の試作型が実現された。
プログラムは、1943年後半にカルタヘナ港に避退し抑留された枢軸船団から接収したIV号戦車H型20両、III号突撃砲10両が導入されたこと、さらに失敗したものの1944年に100両程度のIV号戦車やパンター、ティーガーIなどの導入を試みたためにさらに遅延した。これらの新しい車両の軍への編入やヴェルデハ1も悩ませた財政問題によって、ベルデハ2はペガソZ-202エンジンを合わせる試みがあったものの、1950年までほぼ手付かずのまま維持された。にもかかわらず、ベルデハは1973年まで工場敷地で維持されており、その後トレドの歩兵学校に移動された。最終的には計画は中止と同様になった。

### 比較データ
|          | ベルデハ 1 | ベルデハ 2 | ベルデハ 75mm | T-26B(参考) | I号戦車(参考)  |
| -------- | ---------- | ---------- | ------------- | ----------- | -------------- |
| 重量     | 6.5 t      | 10.9 t     | 6.5 t         | 9.4 t       | 5.4 t          |
| 砲       | 45 mm 砲   | 45 mm 砲   | 75 mm 榴弾砲  | 45 mm 砲    | 7.92 mm 機関砲 |
| 弾薬     | 72 発      | 146 発     | 32 発         | 122 発      | 2,250 発       |
| 行動距離 | 220 km     | 220 km     | 220 km        | 175 km      | 200 km         |
| 最大速度 | 44 km/h    | 46 km/h    | 44 km/h       | 31.1 km/h   | 50 km/h        |
| 装甲     | 7–25 mm    | 10–40 mm   | 7–25 mm       | 7–16 mm     | 7–13 mm        |

## 自走榴弾砲

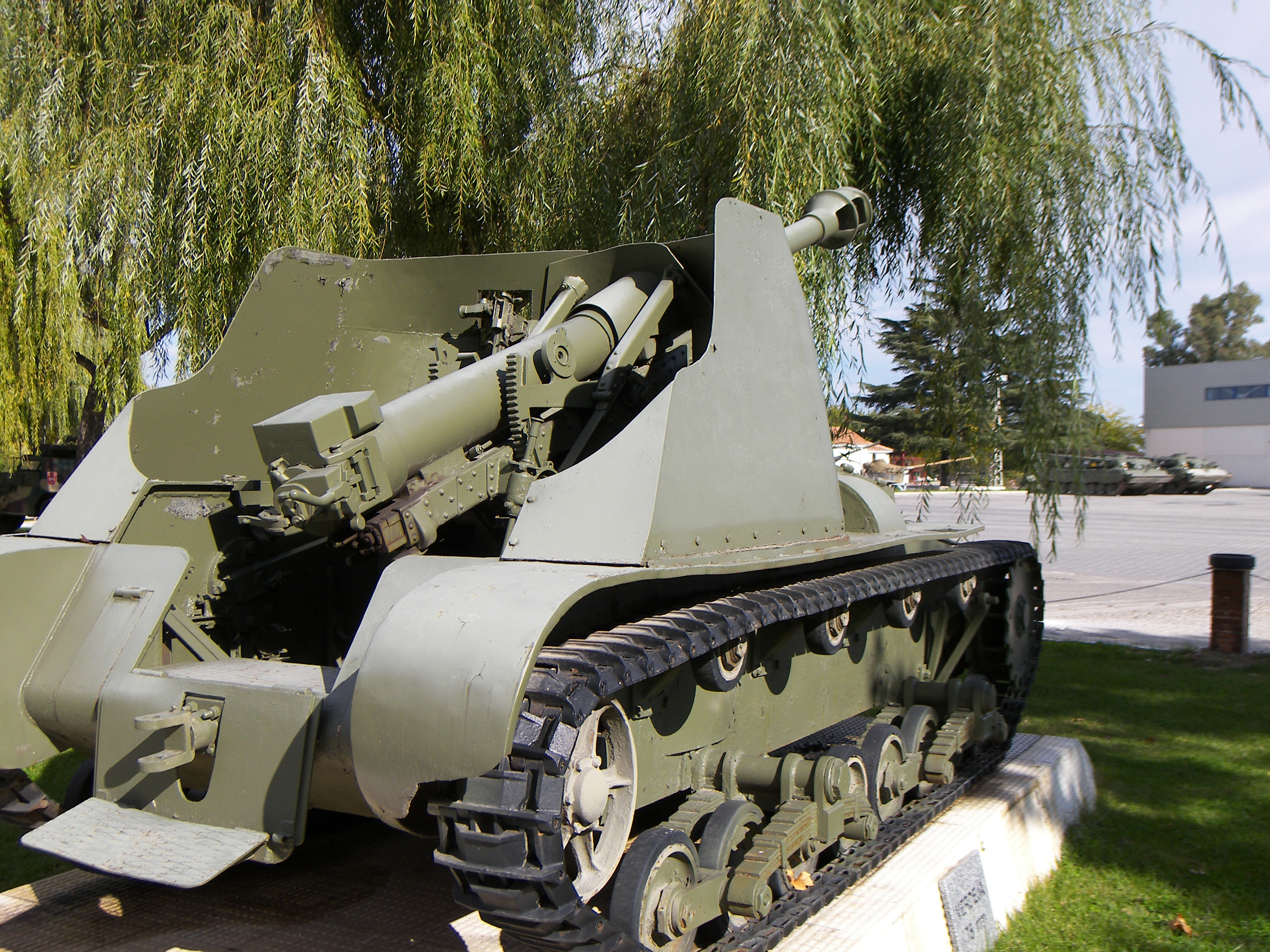
後方から見たベルデハ75mm自走榴弾砲

1940年後半から1950年初期の間、スペインでは既存の砲座から自走榴弾砲を作る幾つかの計画が存在した。例として、1950年代初期にスペインの技術者はR-43・105mm口径L/26榴弾砲をIII号突撃砲に組み込む改良を試みた。既存戦車を自走榴弾砲化するには既存の砲塔と砲郭の改造が必須で、ベルデハも同様に改造を受け自走榴弾砲に変換する計画が行われた。88mmL/56型、122mmL/46榴弾砲を合わせる試みがあったものの、これらはどちらも計画段階から進展はしなかった。
もっとも成功した計画はベルデハ1の試作型の車体を利用した75mm自走榴弾砲の計画である。1945年に開始され、ベルデハ少佐はスペイン軍艦建造協会が設計した75mmL/40速射榴弾砲を使った車両の設計を命じた。ベルデハ1からの主な変化としては砲塔が取り除かれ10mmの厚さの鋼製の砲盾に再配置され、車体の上部と後部の装甲は除去された。榴弾砲は単一構造の鋼管として設計され、ダブルバッフル型マズルブレーキが利用されており、40口径で12旋回する構造だった。搭載された榴弾砲は上下に0.5度から25度の間で、左右に4.5度まで動かすことができた。乗組員は砲尾の両側の砲盾の近くにある弾薬収納庫に弾薬をに8発まで収納可能であり、発射までの動作が簡単であった。また、補助運搬機でさらに24発の砲弾をつむことができた。運搬機は3.7 cm PaK 36対戦車砲の車軸と車輪を利用していた。試作型の特徴は機械式ブレーキが車体後部の遊び車に組み込まれていることで、発砲や回避行動によるトランスミッションの損傷の際も車両の安定性を保証していた。
必要な部品の入手可能性と複雑な変化が必要なかったため、車両はすぐに準備され、広く試験された。しかし、製作された自走砲の運命はおおむねベルデハ2と同じであり、車両は1973年まで根拠地のカラバンシェルに放置されており、その後機械化歩兵師団"Wad Rass nº 55"に収容されスペインのアルフォンソ8世基地に移動された。その後すぐに基地を移動され、最終的にマドリード郊外の装甲車両博物館の一部のエル・ゴラッソ(El Goloso)基地に収容された。

## その後
1953年にはアメリカとの交流が始まり、アメリカ製装甲車両の到来によってベルデハ計画は公式ではないが終了した。1954年からスペイン軍は389両のM47パットンを受けとり、運用中であったT-26、I号戦車、IV号戦車を置き換えた。ベルデハは既に諸外国製のパンター、T-54、M47などのより強力・大型の戦車と比べてかなり時代遅れになっていた。T-54は砲塔で200mmの装甲であり、ベルデハ2の最大装甲厚の40mmよりはるかに厚かった。スペインがベルデハ試作時に利用したソ連製1932年型45mm砲は第二次世界大戦後期の戦車であるT-34でもより強力な76.2mm砲に置き換えられており、ドイツもパンターで75mm砲を導入していた。さらに1950年代にはソ連戦車は100mm砲を、アメリカ戦車は90mm砲を導入していた。
ベルデハはスペインで最も成功した独自設計の国産戦車であったが、他の戦車製造国は既により優れた戦車を製造しており決定的な差がつけられていた。また、アメリカがスペインへのM37やM44自走榴弾砲の提供を提案したことでベルデハ改造型自走砲の独自開発の必要性も失われた。結果、1954年以降ベルデハへの関心は薄れていった。スペインはその後1980年代終わりのリンチェ計画を試みるまで国産戦車計画を行わなかった。